# Jean Dumont (político)
Jean Dumont (27 de novembro de 1930 - 18 de janeiro de 2021) foi um político francês. Antes da sua carreira política, ele trabalhou como veterinário. No Senado, atuou na Comissão de Assuntos Sociais.